# Döbelnov park
Döbelnov park (šved. Döbelns park), park u centru Umea. To je bio prvi park u Umeu, podignut 1865. godine. Godine 1867. sagrađen je spomenik Georgu Carlu von Döbelnu.
Park se nalazi između državne rezidencije, Östra Kyrkogatan (šved.: Istočna crkvena ulica), Storgatana (šved.: Velika ulica) i Östra Strandgatan (šved.: Istočne obalne ulice).